# حسن الزراعي
حسن راضي الزراعي مولود في الأحساء، السعودية، هو لاعب كرة قدم سعودي يلعب كلاعب وسط لنادي العمران.

## مسيرة اللاعب
لعب في نادي هجر ونادي العمران.